# Oroszló
Oroszló è un comune dell'Ungheria di 328 abitanti (dati 2008) situato nella contea di Baranya, regione Transdanubio Meridionale